# Protostropharia
Protostropharia is een geslacht van schimmels behorend tot de familie Strophariaceae. De typesoort is Protostropharia semiglobata.

## Soorten
Volgens Index Fungorum telt het geslacht in totaal acht soorten (peildatum april 2023):
| Soortnaam                                           | Auteur(s)                             | Publicatiejaar |
| --------------------------------------------------- | ------------------------------------- | -------------- |
| Protostropharia alcis                               | (Kytöv.) Redhead, Thorn & Malloch     | 2013           |
| Protostropharia arctica                             | (Kytöv.) Redhead                      | 2014           |
| Protostropharia dorsipora (Scheefporige stropharia) | (Esteve-Rav. & Barrasa) Redhead       | 2014           |
| Protostropharia islandica                           | (Kytöv.) Redhead                      | 2014           |
| Protostropharia luteonitens (Strogele stropharia)   | (Fr.) Redhead                         | 2014           |
| Protostropharia ovalispora                          | Yen W. Wang & S.S. Tzean              | 2015           |
| Protostropharia semiglobata (Kleefsteelstropharia)  | (Batsch) Redhead, Moncalvo & Vilgalys | 2013           |
| Protostropharia tuberosa                            | (Beardslee) Redhead                   | 2014           |